# Ignaz Fränzinger

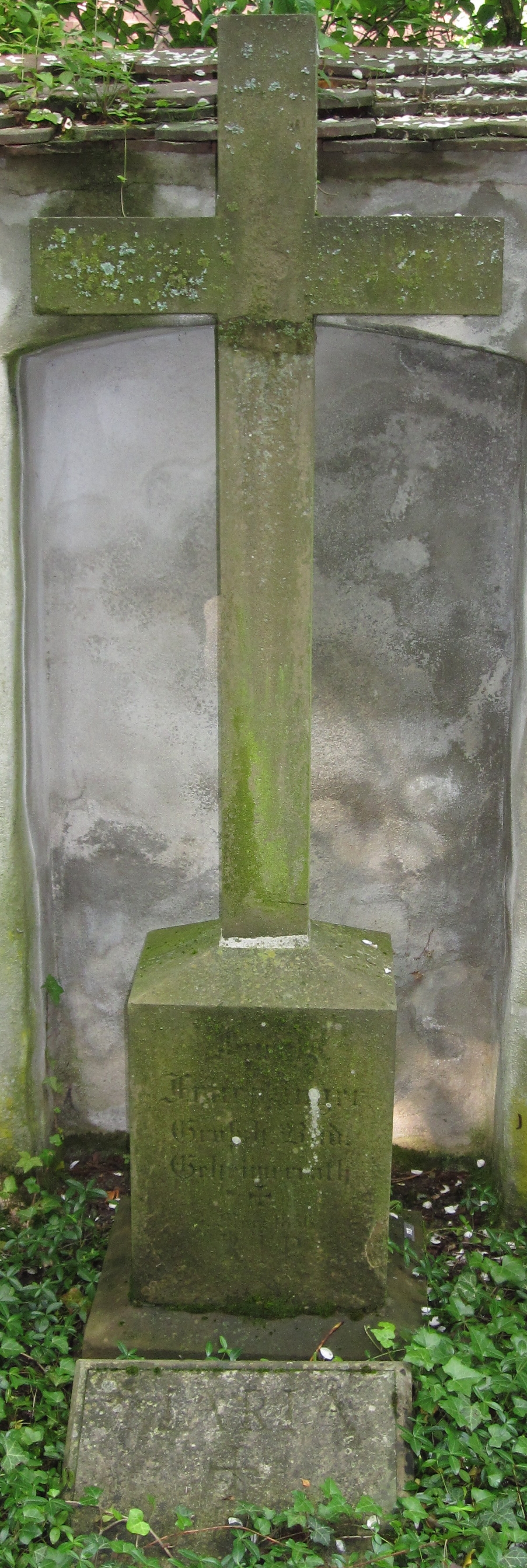
Grabstein auf dem Alten Friedhof in Freiburg

Ignaz von Fränzinger (* 3. Juni 1792 in Bruchsal; † 8. März 1856 in Freiburg im Breisgau) war ein deutscher Verwaltungsbeamter.

## Leben
Geboren als Sohn eines Oberamtsassessors, studierte Ignaz Fränzinger Rechtswissenschaften an der Ruprecht-Karls-Universität Heidelberg. 1810 war er Stifter des Corps Suevia Heidelberg. Nach dem Studium wurde er 1813 Rechtspraktikant. 1814 diente er als Leutnant beim freien Jäger-Regiment. 1815 wurde er zur Kavallerie der 3. Infanteriebrigade versetzt. 1829 wurde er Legationsrat im Ministerium für Auswärtige Angelegenheiten in Karlsruhe. 1835 erhielt er die Ernennung zum Geheimen Kriegsrat. 1844 wechselte er in die Kommunalverwaltung und wurde Amtsvorstand des Bezirksamts Lahr. 1846 wurde er zum Geheimen Rat 3. Klasse ernannt. 1847 wechselte er als Amtsvorstand zum Bezirksamt Emmendingen, wo er 1849 in den Ruhestand versetzt wurde.

## Auszeichnungen
- 1838 Ritter des Ordens vom Zähringer Löwen.
- 1840 Felddienstauszeichnung,
- 1840 Ritterkreuz des Ordens der Württembergischen Krone[2], welches mit dem persönlichen Adelstitel (Nobilitierung) verbunden war.
- Ritterkreuz des Großherzoglich Hessischen Ludwigsordens